# 燭
燭（しょく、記号:c.）は、かつて使用されていた光度の単位。燭光（しょっこう、英：Candle Power）あるいはキャンドル(candle)ともいう。蝋燭1本分の明るさを目安としている。
単位であることを区別するため「単位燭光」ともいうが、国によって異なるものがあった（英燭光、仏燭光、独燭光など）。

## 歴史と定義

### 英燭光
燭は、1860年にイギリスの都市ガス条例によって初めて定義された。そのときの定義は、「1時間に120グレーンの割合で燃焼する6分の1ポンドの鯨油蝋燭の光度にほぼ等しい光度」であった。

### 国際燭
安定的な燃焼炎として蝋燭にかわってペンタン灯などのガス灯が使用されるようになったのを受け、1909年に国ごとに独自運用されていた光度の単位を統一することでイギリス、アメリカ、フランスが合意し、国際燭（国際燭光、International Candle）が制定された。具体的には「圧力1気圧の下で0.8%の水蒸気を含む空気中において燃焼するハーコート氏10燭ペンタン灯の水平方向の光度の10分の1」と再定義された。
そして1国際燭（国際燭光）は1英燭光や1仏燭光と等しいとされた。
日本では旧電気事業法施行規則第6章第52条で「気圧780粍に於て一立方米に付き8立の水蒸気を含有する空気中に於て燃焼するハーコート氏10燭光ペンテーン燈の光力の10分の1」と同様の定義が採用されていた。
国際燭はイギリス、アメリカ、フランス、日本などで採用された。

### 独燭光
ドイツではヘフナー灯(Hefner lamp)という灯具を用いた独燭光（ヘフナー燭）が使用されていた。ヘフナー燭は、標準大気圧760mmHgの下で1立方メートル中に8.8リットルの水蒸気を含む空気中で酢酸アミルを燃焼させたときの光度と定義されていた。1ヘフナー燭は約0.9国際燭に相当する。独燭光はドイツのほかロシアでも使用された。

## カンデラへの改定
1948年の第9回国際度量衡総会(CGPM)において、より定義を明確にしたカンデラが承認された。カンデラは燭にできるだけ値が近くなるように作られた単位であり、1燭は1.0067カンデラである。日本でも1951年施行の計量法でカンデラに置き換えられた。
| 測光量         | SI単位                                 | SI単位 | 備考                         |
| 測光量         | 名称                                   | 記号   | 備考                         |
| -------------- | -------------------------------------- | ------ | ---------------------------- |
| 光度エネルギー | ルーメン秒                             | lm⋅s   | 放射量における放射エネルギー |
| 光束           | ルーメン（またはカンデラステラジアン） | lm     | 放射量における放射束         |
| 光度           | カンデラ                               | cd     | 放射量における放射強度       |
| 輝度           | カンデラ毎平方メートル                 | cd/m2  | 放射量における放射輝度       |
| 照度           | ルクス（またはルーメン毎平方メートル） | lx     | 放射量における放射照度       |
| 光束発散度     | ルクス（またはルーメン毎平方メートル） | lx     | 放射量における放射発散度     |
| 視感効果度     | ルーメン毎ワット                       | lm/W   |                              |
| 発光効率       | ルーメン毎ワット                       | lm/W   | ランプ効率とも呼ぶ           |